# Caravaggio (Włochy)
Caravaggio – miejscowość i gmina we Włoszech, w regionie Lombardia, w prowincji Bergamo.
Według oficjalnych danych z 31 grudnia 2010 r. gminę zamieszkiwało 16 228 osób, zaś gęstość zaludnienia wynosiła 494,76 os./1 km².
Z miejscowości tej pochodziła rodzina słynnego malarza Michelangelo Merisi da Caravaggio.

## Zabytki
- Sanktuarium maryjne (XV w.)
- Kościół San Fermo e Rustico (XIII w.)

## Zdjęcia

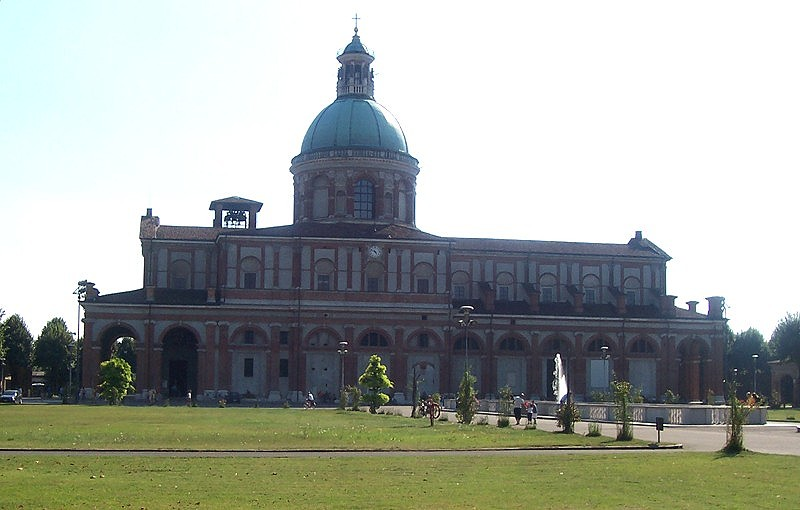
Sanktuarium
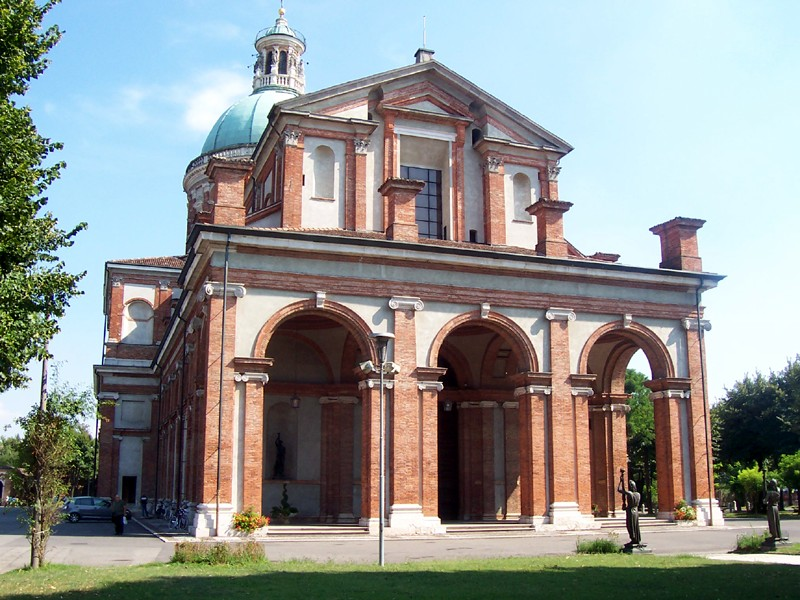
Sanktuarium